# Zadział (Leńcze)
Zadział – przysiółek wsi Leńcze w Polsce, położony w województwie małopolskim, w powiecie wadowickim, w gminie Kalwaria Zebrzydowska.
W latach 1975–1998 przysiółek położony był w województwie bielskim.